# Arma termonuclear

Fundamentos de la configuración Teller-Ulam. Los rayos X producidos por una explosión de fisión primaria dirigida en un extremo de una cámara calientan y comprimen material de combustible en el otro extremo, desencadenando la reacción de fusión secundaria.

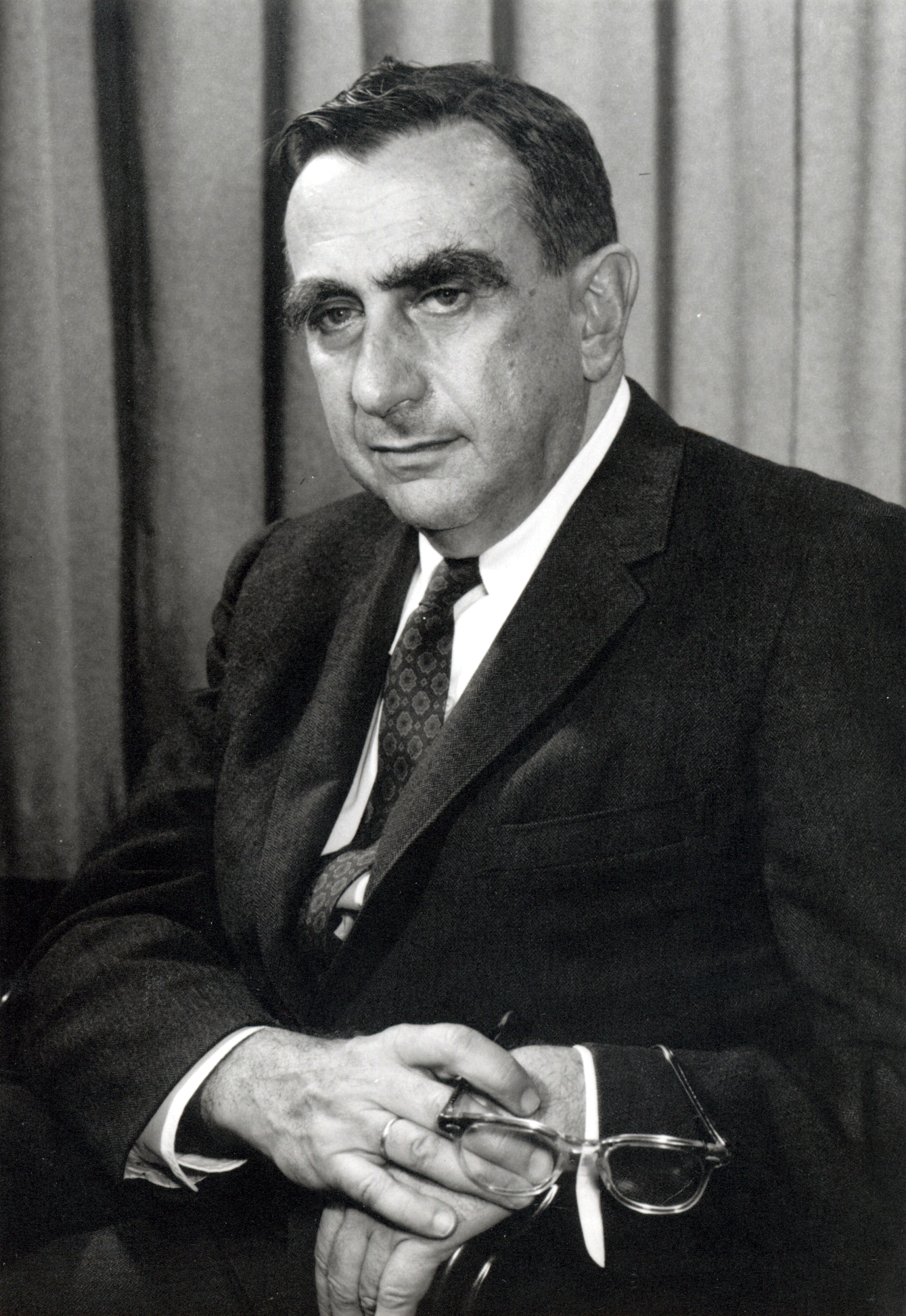
Edward Teller en 1958

Un arma termonuclear es un diseño de segunda generación de armas nucleares.
La idea básica es el uso de una bomba atómica de fisión a modo de disparador colocada cerca de una cantidad de combustible de fusión, y el uso de la “implosión de la radiación” para comprimir el combustible de la fusión y conseguir su encendido.  La bomba de fisión y el combustible de fusión se colocan cerca uno del otro en un recipiente especial que está diseñado para reflejar rayos X durante el mayor tiempo posible. El resultado es una mayor potencia explosiva cuando se compara con las armas de fisión de una sola etapa. El dispositivo se conoce coloquialmente como una bomba de hidrógeno o una bomba H, porque emplea la fusión de isótopos de hidrógeno.
La primera prueba termonuclear a escala completa fue llevada a cabo por los Estados Unidos en 1952; El concepto ha sido utilizado desde entonces por la mayoría de las potencias nucleares del mundo en el diseño de sus armas. El diseño moderno de todas las armas termonucleares en los Estados Unidos se conoce como la configuración de Teller-Ulam en referencia a sus dos principales contribuyentes, Edward Teller y Stanislaw Ulam, quienes la desarrollaron en 1951 para Estados Unidos, con ciertos conceptos desarrollados con la contribución de John von Neumann. Dispositivos similares fueron desarrollados por la Unión Soviética, Reino Unido, China y Francia.
Como las armas termonucleares representan el diseño más eficiente para el rendimiento energético de armas con rendimientos superiores a 50 kilotones de TNT (210 TJ), prácticamente todas las armas nucleares de este tamaño desplegadas por los cinco Estados poseedores de armas nucleares bajo el TNP son armas termonucleares que utilizan el diseño Teller-Ulam.
Un dispositivo termonuclear típico tiene dos etapas, una etapa primaria donde se inicia la explosión y una secundaria, donde tiene lugar la explosión termonuclear principal.
- La parte superior o parte primaria: es la bomba de fisión (del tipo bomba A ) que al explotar provoca un aumento de temperatura muy fuerte y con ello el desencadenamiento de la fusión.
- La parte inferior o parte secundaria: este es el material que se fusionará, aquí deuteruro de litio , acompañado de un núcleo de plutonio y una envoltura de uranio 238 . Esta parte está rodeada por una espuma de poliestireno que permitirá un aumento de temperatura muy elevado.
- Finalmente, es posible utilizar una tercera etapa, del mismo tipo que la segunda, para producir una bomba de hidrógeno mucho más potente. Esta etapa adicional es mucho más grande (en promedio diez veces más grande) y su fusión es iniciada por la energía liberada por la fusión de la segunda etapa. Por lo tanto, podemos fabricar bombas H de muy alta potencia agregando varias etapas.[5][6][7]

## Conocimiento público relativo al diseño de armas nucleares
El conocimiento detallado de las armas de fisión y fusión es clasificado en cierto grado en prácticamente todas las naciones industrializadas. En Estados Unidos, estos conocimientos pueden clasificarse por defecto como "Datos Restringidos", incluso si han sido creados por personas que no son empleados del gobierno ni están asociadas a programas de armamento, según una doctrina legal conocida como "secreto de nacimiento" (aunque en ocasiones se ha cuestionado el carácter constitucional de la doctrina; véase Estados Unidos contra Progressive, Inc.). El secreto de nacimiento rara vez se invoca en casos de especulación privada. La política oficial del Departamento de Energía de Estados Unidos ha sido no reconocer la filtración de información sobre diseños, ya que tal reconocimiento podría validar la información como exacta. En un pequeño número de casos anteriores, el gobierno de EE. UU. ha intentado censurar la información sobre armas en la prensa pública, con un éxito limitado. Según el New York Times, el físico Kenneth W. Ford desafió las órdenes del gobierno de eliminar información clasificada de su libro, Building the H Bomb: Una historia personal. Ford afirma que solo utilizó información preexistente e incluso presentó un manuscrito al Gobierno, que quería eliminar secciones enteras del libro por temor a que naciones extranjeras pudieran utilizar la información.
Aunque se han publicado oficialmente grandes cantidades de datos imprecisos, y antiguos diseñadores de bombas han filtrado extraoficialmente mayores cantidades de datos imprecisos, la mayoría de las descripciones públicas de los detalles de diseño de las armas nucleares se basan en cierta medida en la especulación, la ingeniería inversa a partir de información conocida, o la comparación con campos similares de la física (fusión por confinamiento inercial es el principal ejemplo). Tales procesos han dado lugar a un cuerpo de conocimiento no clasificado sobre bombas nucleares que es generalmente consistente con las publicaciones oficiales de información no clasificada, la física relacionada, y se cree que es internamente consistente, aunque hay algunos puntos de interpretación que todavía se consideran abiertos. El estado del conocimiento público sobre el diseño Teller-Ulam se ha formado principalmente a partir de unos pocos incidentes específicos que se describen en una sección más adelante.

## Principio básico
El principio básico de la configuración Teller-Ulam es la idea de que las diferentes partes de un arma termonuclear pueden encadenarse en "etapas", en las que la detonación de cada etapa proporciona la energía para encender la siguiente. Como mínimo, esto implica una sección primaria que consiste en una bomba de fisión de tipo implosión (un "detonador"), y una sección secundaria que consiste en fusión. La energía liberada por el primario comprime el secundario mediante un proceso denominado "implosión de radiación", momento en el que se calienta y experimenta fusión nuclear. Este proceso podría continuar, con la energía del secundario encendiendo una tercera etapa de fusión; se cree que el AN602 "Tsar Bomba" de Rusia era un dispositivo de fisión-fusión-fusión de tres etapas. Teóricamente, continuando este proceso se podrían construir armas termonucleares con un rendimiento arbitrariamente alto. Esto contrasta con las armas de fisión que tienen un rendimiento limitado porque solo se puede acumular una cantidad determinada de combustible de fisión en un lugar antes de que el peligro de que se convierta accidentalmente en supercrítica sea demasiado grande.

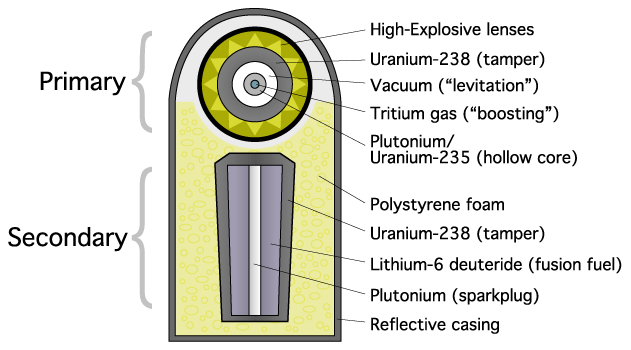
Una posible versión de la configuración Teller-Ulam.

Rodeando a los demás componentes se encuentra un hohlraum o caja de radiación, un contenedor que atrapa temporalmente en su interior la energía de la primera etapa o del primario. El exterior de esta caja de radiación, que normalmente es también la carcasa exterior de la bomba, es la única prueba visual directa disponible públicamente de la configuración de cualquier componente de una bomba termonuclear. Numerosas fotografías de varios exteriores de bombas termonucleares han sido desclasificadas.
Se cree que la primaria es una bomba de fisión estándar de implosión, aunque probablemente con un núcleo reforzado con pequeñas cantidades de combustible de fusión (normalmente 50/50% de gas deuterio/tritio) para una mayor eficiencia; el combustible de fusión libera un exceso de neutrones cuando se calienta y se comprime, induciendo una fisión adicional. Cuando se dispara, el núcleo de Plutonio-239 o Uranio-235 se comprimiría hasta formar una esfera más pequeña mediante capas especiales de explosivos de gran potencia convencionales dispuestas a su alrededor en forma de lente explosiva, iniciando la reacción nuclear en cadena que alimenta la "bomba atómica" convencional.
El secundario suele mostrarse como una columna de combustible de fusión y otros componentes envueltos en muchas capas. Alrededor de la columna hay primero un "empujador", una capa pesada de uranio-238 (uranio-238) o plomo que ayuda a comprimir el combustible de fusión (y, en el caso del uranio, puede acabar fisionándose). En su interior se encuentra el propio combustible de fusión, normalmente una forma de deuteruro de litio, que se utiliza porque es más fácil de convertir en arma que el gas tritio/deuterio licuado. Este combustible seco, al ser bombardeado por neutrones, produce tritio, un isótopo pesado del hidrógeno que puede experimentar fusión nuclear, junto con el deuterio presente en la mezcla. (Véase el artículo sobre fusión nuclear para una discusión técnica más detallada de las reacciones de fusión). Dentro de la capa de combustible se encuentra la "bujía", una columna hueca de material fisible (plutonio-239 o Uranio-235) a menudo impulsada por gas deuterio. La bujía, cuando se comprime, puede sufrir por sí misma fisión nuclear (debido a su forma, no es una masa crítica sin compresión). El terciario, si existe, estaría situado debajo del secundario y probablemente estaría hecho de los mismos materiales.
La Interstage separa el secundario del primario. El primario en fisión produce cuatro tipos de energía: 1) la expansión de los gases calientes de las cargas explosivas de alta potencia que implosionan el primario; 2) el plasma sobrecalentado que originalmente era el material fisible de la bomba y su perturbador; 3) la radiación electromagnética; y 4) los neutrones procedentes de la detonación nuclear del primario. La interetapa se encarga de modular con precisión la transferencia de energía del primario al secundario. Debe dirigir los gases calientes, el plasma, la radiación electromagnética y los neutrones hacia el lugar y el momento adecuados. Los diseños menos que óptimos de las etapas intermedias han dado lugar a que el secundario no funcione por completo en múltiples disparos, lo que se conoce como "fissile fizzle". El disparo del Castillo Koon de la Operación Castillo es un buen ejemplo; un pequeño fallo permitió que el flujo de neutrones del primario empezara a calentar prematuramente el secundario, debilitando la compresión lo suficiente como para impedir cualquier fusión.
Hay muy poca información detallada en la literatura abierta sobre el mecanismo de la interetapa. Una de las mejores fuentes es un diagrama simplificado de un arma termonuclear británica similar a la ojiva estadounidense W80. Fue publicado por Greenpeace en un informe titulado "Tecnología nuclear de doble uso". Los componentes principales y su disposición aparecen en el diagrama, aunque casi no se dan detalles; los escasos detalles que incluye probablemente tienen omisiones o inexactitudes intencionadas. El primero canaliza los neutrones a la nujía de Uranio-235/Plutonio-239, mientras que el segundo se refiere a la bujía de Plutonio-239. Mientras que la segunda bujía se refiere a un reflector de rayos X; normalmente un cilindro hecho de un material opaco a los rayos X, como el uranio, con el primario y el secundario en cada extremo. No refleja como un espejo, sino que se calienta hasta alcanzar una alta temperatura por el flujo de rayos X del primario, y entonces emite rayos X más uniformemente repartidos que viajan hasta el secundario, causando lo que se conoce como implosión de radiación. En Ivy Mike, se utilizó oro como recubrimiento sobre el uranio para potenciar el efecto cuerpo negro. A continuación viene el "Reflector/Neutron Gun Carriage". El reflector sella el hueco entre la lente de enfoque de neutrones (en el centro) y la carcasa exterior cerca del primario. Separa el primario del secundario y realiza la misma función que el reflector anterior. Hay unos seis cañones de neutrones (vistos aquí de Sandia National Laboratories) cada uno sobresaliendo por el borde exterior del reflector con un extremo en cada sección; todos están sujetos al carro y dispuestos más o menos uniformemente alrededor de la circunferencia de la carcasa. Los cañones de neutrones están inclinados de modo que el extremo emisor de neutrones de cada extremo del cañón apunta hacia el eje central de la bomba. Los neutrones de cada cañón de neutrones pasan y son enfocados por la lente de enfoque de neutrones hacia el centro de la primaria para impulsar la fisión inicial del plutonio. Un "poliestireno polarizador/fuente de plasma" (véase más adelante).
El primer documento del gobierno estadounidense en el que se menciona la interetapa se hizo público recientemente para promocionar el inicio en 2004 del Reliable Replacement Warhead (ojiva de reemplazo fiable). . Un gráfico incluye fragmentos que describen la ventaja potencial de una RRW pieza por pieza, con el fragmento de la interetapa diciendo que un nuevo diseño reemplazaría el "material tóxico y quebradizo" y el "costoso material 'especial'... [que requiere] instalaciones únicas". [que requieren] instalaciones únicas". Se supone que el "material tóxico y quebradizo" es berilio, que se ajusta a esa descripción y también moderaría el flujo de neutrones del primario. También se puede utilizar algún material que absorba y reirradie los rayos X de una manera particular.
Los candidatos a "material especial" son el poliestireno y una sustancia llamada "Fogbank", un nombre en clave no clasificado. La composición de Fogbank está clasificada, aunque se ha sugerido la posibilidad de que sea aerogel. Se utilizó por primera vez en armas termonucleares con la ojiva termonuclear W76, y se produjo en una planta del Y-12 Complex en Oak Ridge, Tennessee, para su uso en la W76.  La producción de Fogbank se interrumpió una vez finalizada la producción del W76.  El Programa de Prolongación de la Vida Útil del W76 requirió la fabricación de más Fogbank.  Esto se complicó por el hecho de que las propiedades del Fogbank original no estaban completamente documentadas, por lo que se montó un esfuerzo masivo para reinventar el proceso. En el nuevo proceso se omitió una impureza crucial para las propiedades del antiguo Fogbank. Sólo el análisis minucioso de los lotes nuevos y antiguos reveló la naturaleza de esa impureza. El proceso de fabricación utilizaba acetonitrilo como disolvente, lo que provocó al menos tres evacuaciones de la planta de Fogbank en 2006. Ampliamente utilizado en las industrias petrolera y farmacéutica, el acetonitrilo es inflamable y tóxico. Y-12 es el único productor de Fogbank.>

### Resumen
Un resumen simplificado de la explicación anterior es:
1. Explota una bomba de fisión (relativamente) pequeña conocida como "primario".
2. La energía liberada en la primaria se transfiere a la etapa secundaria (o de fusión). Esta energía comprime el combustible de fusión y la bujía; la bujía comprimida se vuelve supercrítica y experimenta una reacción de fisión en cadena, calentando aún más el combustible de fusión comprimido hasta una temperatura lo suficientemente alta como para inducir la fusión.
3. La energía liberada por los eventos de fusión continúa calentando el combustible, manteniendo la reacción en marcha.
4. El combustible de fusión de la etapa secundaria puede estar rodeado por una capa de combustible adicional que se fisiona al ser alcanzado por los neutrones de las reacciones internas. Estos eventos de fisión representan aproximadamente la mitad de la energía total liberada en los diseños típicos.

### Principios básicos
- Sublette, Carey (19 de marzo de 2019). «Section 4.0 Engineering and Design of Nuclear Weapons». Nuclear Weapon Archive (en inglés). Archivado desde el original el 6 de febrero de 2021. Consultado el 9 de febrero de 2021.
- Hansen, Chuck (1988). U.S. Nuclear Weapons: The Secret History. Crown. ISBN 978-0517567401. LCCN 87021995. OCLC 865554459. OL OL2392513M. Consultado el 10 de noviembre de 2021 – via Internet Archive.
- Hansen, Chuck (2007). Swords of Armageddon: U.S. Nuclear Weapons Development Since 1945 (PDF) (CD-ROM & download available) (2nd edición). Sunnyvale, California: Chukelea Publications. ISBN 978-0979191503. 2,600 pages.
- Barroso, Dalton E. G. (2009). A Fisica dos Explosivos Nucleares [The Physics of Nuclear Explosives] (en portugués) (2nd edición). Livraria da Física. ISBN 978-8578610166. OCLC 733273749. OL OL30689359M. Consultado el 9 de febrero de 2020 – via Google Books.

### Historia
- Bundy, McGeorge (1988). Danger and Survival: Choices About the Bomb in the First Fifty Years (en inglés). Random House. ISBN 978-0394522784. LCCN 89040089. OCLC 610771749. OL OL24963545M.
- DeGroot, Gerard J. (2005). The Bomb: A Life (en inglés). Harvard University Press. ISBN 978-0674017245. OCLC 57750742. OL OL7671320M – via Internet Archive. (requiere registro).
- Galison, Peter; Bernstein, Barton J. (1 de enero de 1989). «In Any Light: Scientists and the Decision to Build the Superbomb, 1952–1954». Historical Studies in the Physical and Biological Sciences (en inglés) 19 (2): 267-347. JSTOR 27757627. doi:10.2307/27757627.
- Goncharov, German A. (31 de octubre de 1996). «American and Soviet H-bomb development programmes: historical background». Physics-Uspekhi (en inglés) 39 (10): 1033-1044. Bibcode:1996PhyU...39.1033G. S2CID 250861572. doi:10.1070/PU1996v039n10ABEH000174.
- Holloway, David (1994). Stalin and the Bomb: The Soviet Union and Atomic Energy, 1939–1956 (en inglés). Yale University Press. ISBN 978-0300060560. OCLC 470165274. OL OL1084400M.
- Rhodes, Richard (1995). Dark Sun: The Making of the Hydrogen Bomb (en inglés). New York: Simon & Schuster. ISBN 978-0684804002. OCLC 717414304. OL OL7720934M – via Internet Archive. (requiere registro).
- Schweber, Silvan S. (2007). In the Shadow of the Bomb: Oppenheimer, Bethe, and the Moral Responsibility of the Scientist. Princeton Series in Physics (en inglés). Princeton University Press. ISBN 978-0691127859. OCLC 868971191. OL OL7757230M – via Internet Archive.
- Stix, Gary (20 de octubre de 1999). «Infamy and Honor at the Atomic Café: Father of the hydrogen bomb, "Star Wars" missile defense and Lawrence Livermore National Laboratory, Edward Teller has no regrets about his contentious career». Scientific American (en inglés) 281 (4): 42-43. ISSN 0036-8733.
- Young, Ken; Schilling, Warner R. (2020). Super Bomb: Organizational Conflict and the Development of the Hydrogen Bomb (en inglés). Cornell University Press. ISBN 978-1501745164. OCLC 1164620354. OL OL28729278M.
- Younger, Stephen M. (2009). The Bomb: A New History (en inglés). HarperCollins. ISBN 978-0061537196. OCLC 310470696. OL OL24318509M – via Internet Archive.

### Análisis de las deposiciones
- De Geer, Lars‐Erik (1991). «The radioactive signature of the hydrogen bomb». Science & Global Security (en inglés) 2 (4): 351-363. Bibcode:1991S&GS....2..351D. ISSN 0892-9882. OCLC 15307789. doi:10.1080/08929889108426372.
- Khariton, Yuli; Smirnov, Yuri; Rothstein, Linda; Leskov, Sergei (1993). «The Khariton Version». Bulletin of the Atomic Scientists (en inglés) 49 (4): 20-31. Bibcode:1993BuAtS..49d..20K. doi:10.1080/00963402.1993.11456341.

- Datos: Q625107
- Multimedia: Nuclear weapons / Q625107